# 达尔纳克
达尔纳克（法語：Darnac，法語發音：[daʁnak]）是法国新阿基坦大区上维埃纳省的一个旧市镇，位于该省西北部，属于贝拉克区。

## 地理
达尔纳克（46°13'24"N, 0°57'35"E）面积25.93 平方千米，位于法国新阿基坦大区上维埃纳省，该省份为法国中西部省份，北起顺时针与安德尔省、克勒兹省、科雷兹省、多爾多涅省、夏朗德省和维埃纳省接壤。
与达尔纳克接壤的市镇（或旧市镇、城区）包括：蒂亚、比西耶尔-普瓦特维讷、奥拉杜尔圣热内、圣索尔南拉马尔什。
达尔纳克的时区为UTC+01:00、UTC+02:00（夏令时）。

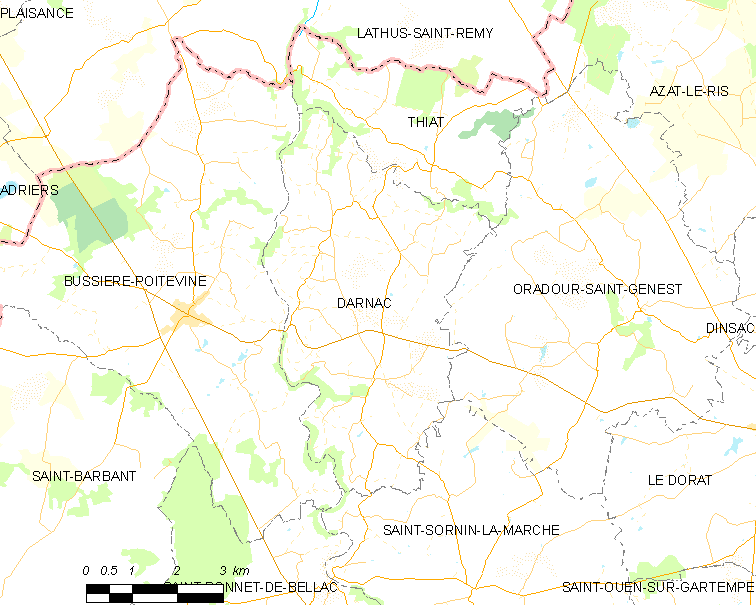
达尔纳克的OSM定位图

## 行政
达尔纳克的邮政编码为87320，INSEE市镇编码为87055。

## 政治
达尔纳克所属的省级选区为沙托蓬萨克县。

## 人口

1962-2008年间达尔纳克人口变化图示

达尔纳克于2018年1月1日时的人口数量为377人。